# Universidade Nacional de Pusan

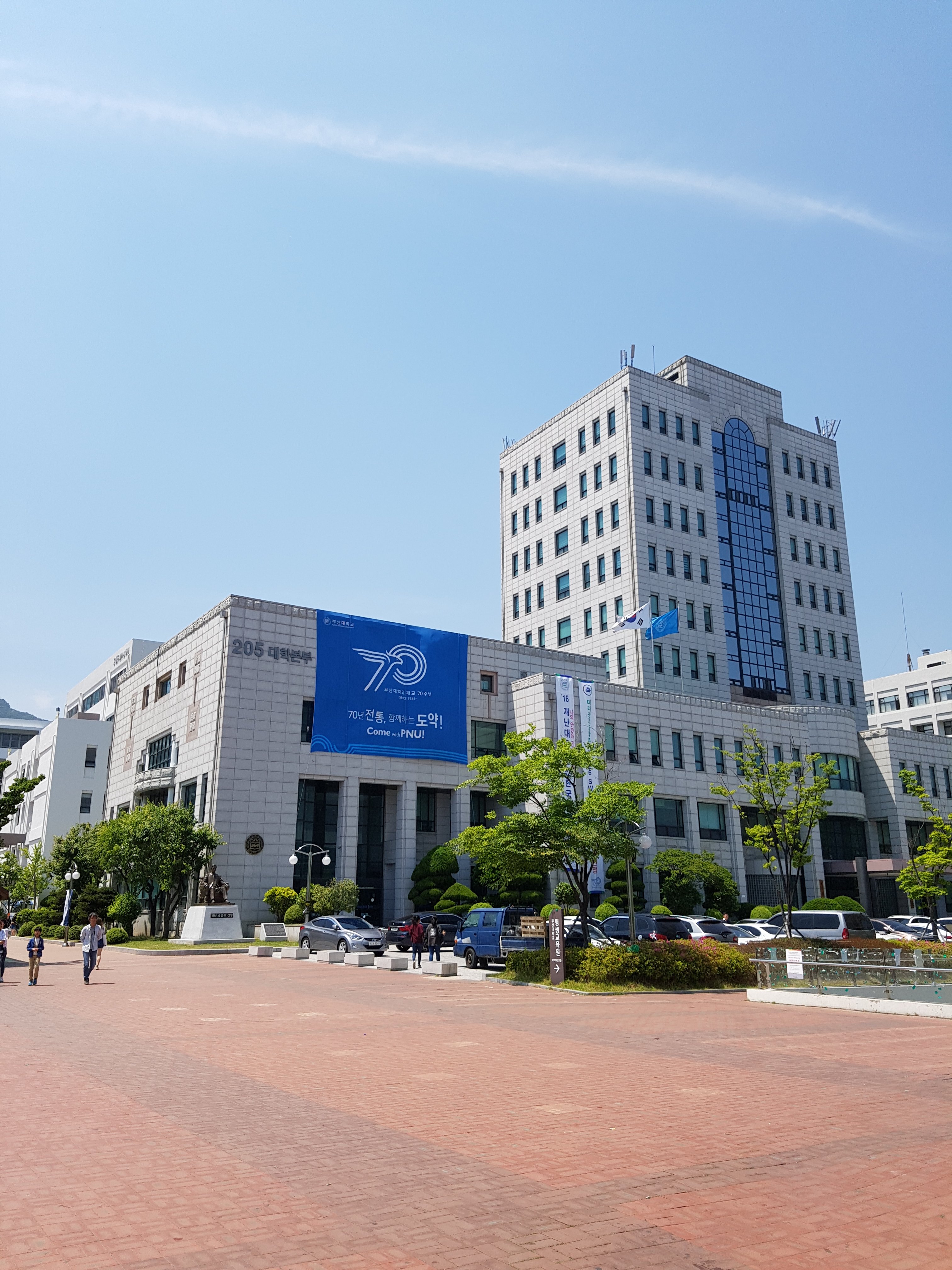
Universidade Nacional de Pusan

Universidade Nacional de Pusan ( PNU; hangul: 부산대학교; rr: Busan Daehakgyo, também chamada de Universidade Nacional de Busan) é uma das dez principais universidades nacionais coreanas na Coreia do Sul. É a primeira universidade nacional estabelecida após o Dia da Libertação Nacional da Coreia.
A universidade tem quatro campus distribuídos no país: Campus Busan, Campus Ami, Campus Miryang e Campus Yangsan. Eles estão localizados em Busan (hangul: 부산; MR: Pusan) e Província de Gyeongsang do Sul.
No QS World University Rankings de 2020, a Universidade ficou classificada entre 521º e 530º posição no mundo, tornando-se a 17ª universidade sul-coreana do ranking.

## Ex-alunos notáveis
- Heo Sung-tae, ator
- Hur Aram, educador
- Im Si-wan, ator e cantor ( ZE:A )
- Kang Hyung-ho, cantor
- Kang Mal-geum, atriz
- Kiggen, cantor
- Eunseong Kim, físico
- Kim Yi-deum, poeta
- Lee Mison, Juiz do Tribunal Constitucional da Coreia
- Yoo Jae-myung, ator
- You Young-min, político e ex- chefe de gabinete do presidente Moon Jae-in
- Alex Taek-Gwang Lee, filósofo e professor